# 이세백
이세백(李世白, 1635년 ~ 1703년)은 조선의 문신이다. 본관은 용인(龍仁). 자는 중경(仲庚), 호는 우사(雩沙)·북계(北溪)이다. 숙종 때 좌의정을 지냈다. 노론의 핵심인물로, 송시열, 김수항, 김수흥, 이사명 등과 가깝게 지냈다.

## 생애
1657년(효종 8) 진사시에 합격하고, 1675년(숙종 1) 증광 문과에 을과로 급제하였다. 1681년 정언이 되고 지평을 거쳐 부수찬이 되고 검토관을 거쳐 부수찬, 부교리, 시독관을 거쳐 교리를 지낸 뒤 암행어사로 민정을 다스리다가 이조좌랑, 집의, 응교를 거쳐 승지, 황해도관찰사를 거쳐 평안도관찰사가 되고 대사간, 도승지, 대사헌을 지내고 수어사를 지내고 광주유수를 거쳐 도승지, 지의금부사, 공조판서, 우참찬을 지내고 동지경연사로 있다가 예조판서, 좌참찬, 대사헌을 거쳐 호조판서를 하고 판의금부사가 되고 호조판서, 이조판서, 판의금부사를 지내고 지경연사를 겸하다 갑술환국 이후 우의정을 거쳐 좌의정이 되었다. 노론의 핵심 거두였다.